# Franz Streubel
Franz Streubel (né le 24 septembre 1991 à Berlin en Allemagne) est un patineur artistique allemand. Il est double champion d'Allemagne (2015 et 2016).

## Biographie

### Carrière sportive
Franz Streubel a participé à 8 championnats d'Allemagne (entre 2009 et 2016) et est devenu double champion de son pays lors des éditions de 2015 et 2016. Il était vice-champion d'Allemagne les deux éditions précédentes de 2013 et 2014 derrière Peter Liebers.
Sur le plan international, il a participé à trois reprises aux championnats d'Europe (2014 à Budapest, 2015 à Stockholm et 2016 à Bratislava) ; et une fois aux championnats du monde en 2016 à Boston.
Il a également patiné à de nombreuses compétitions internationales de second ordre : Volvo Open Cup, Coupe du Printemps, Ice Challenge, Bavarian Open, Coupe de Nice, Trophée de Finlande, Golden Spin, Merano Cup, Nelhorn Trophy, NRW Trophy, Warsaw Cup...
À ce jour, il n'a jamais été sélectionné par sa fédération pour patiner à une épreuve du Grand Prix ISU ni aux Jeux olympiques d'hiver.

## Palmarès
| Compétition                    | 2009 | 2010 | 2011 | 2012 | 2013 | 2014 | 2015 | 2016 | 2017 |
| Jeux olympiques d'hiver        |      |      |      |      |      |      |      |      |      |
| Championnats du monde          |      |      |      |      |      |      |      | 28e  |      |
| Championnats d’Europe          |      |      |      |      |      | 15e  | 13e  | 14e  |      |
| Championnats d'Allemagne       | 6e   | 9e   | 7e   | 5e   | 2e   | 2e   | 1er  | 1er  | 3e   |
| Légende : * = Résultat à venir |      |      |      |      |      |      |      |      |      |